# VII Близначен легион
VII Близначен легион (Legio VII Gemina) е римски легион, създаден през 68 г. от император Галба. Легионът се казва първо Legio VII с допълнителното име Hispana („испански“) или Galbiana („на Галба“). Легионът помага на Галба в гражданската война и затова е изпратен от Испания в Рим, а след това в панонския град Карнунтум. После легионът се бие в гражданската война на страната на Веспасиан.
През 70 г. Веспасиан присъединява войници от Legio I Germanica към Legio VII и легионът получава допълнитеното име Legio VII Gemina (лат. gemina „близнак“). Около 74 г. легионът е отново в Испания, където се намира до 3 век в легионерския лагер Леон.
По-късният император Траян е през 80-те години на 1 век комендант на Легион VII.